# Wapen van Dalen

Wapen van Dalen

Het wapen van Dalen bestaat uit het gedeelde schild met een ontwerp van G.A. Bontekoe van de voormalige gemeente Dalen. De beschrijving luidt: 
" Gedeeld : I in goud een adelaar van keel, II in sabel een schoorsteelhaal van goud Het schild gedekt met een gouden kroon van drie bladeren en twee paarlen.."

## Geschiedenis
De rode adelaar is ontleend uit het wapen van de heerlijkheid Coevorden waarvan Dalen samen met de afgesplitste gemeente Schoonebeek deel van uitmaakte. De adelaar komt ook voor in het wapen van het geslacht Van Coeverden. De schoorsteenhaal is afkomstig van het wapen van het geslacht Ten Holte, die eeuwenlang een zetel in Wachtum en Dalen hadden. Het wapen werd op 24 april 1968 bij Koninklijk Besluit verleend aan de gemeente. Daarnaast staat de schoorsteenhaal ook symbool voor de Saksische boerderijen in de gemeente. In 1998 werd de gemeente samengevoegd met Coevorden. Er werden geen elementen overgenomen van het wapen van Dalen naar het wapen van Coevorden. De rode adelaar op het wapen van Coevorden werd in 1968 opgenomen.